# Die Wunder des Antichrist
Die Wunder des Antichrist (Originaltitel: Antikrists mirakler) ist der Titel eines Romans der schwedischen Schriftstellerin Selma Lagerlöf. Der Roman erschien 1897 und handelt von den Wundern, die die Imitation (der „Antichrist“, weil nur eine Nachahmung des echten Christus) eines seinerseits wundertätigen Christusbildes im 19. Jahrhundert in Sizilien vollbringt. Der „Antichrist“ steht hier als Symbol für den Sozialismus, dessen Beziehung zum Christentum das Thema des Romans ist. Der Titel des Romans bezieht sich auf ein Fresko von Luca Signorelli im Dom von Orvieto, auf welches im letzten Kapitel des Buches angespielt wird.

## Handlung

### Einleitung

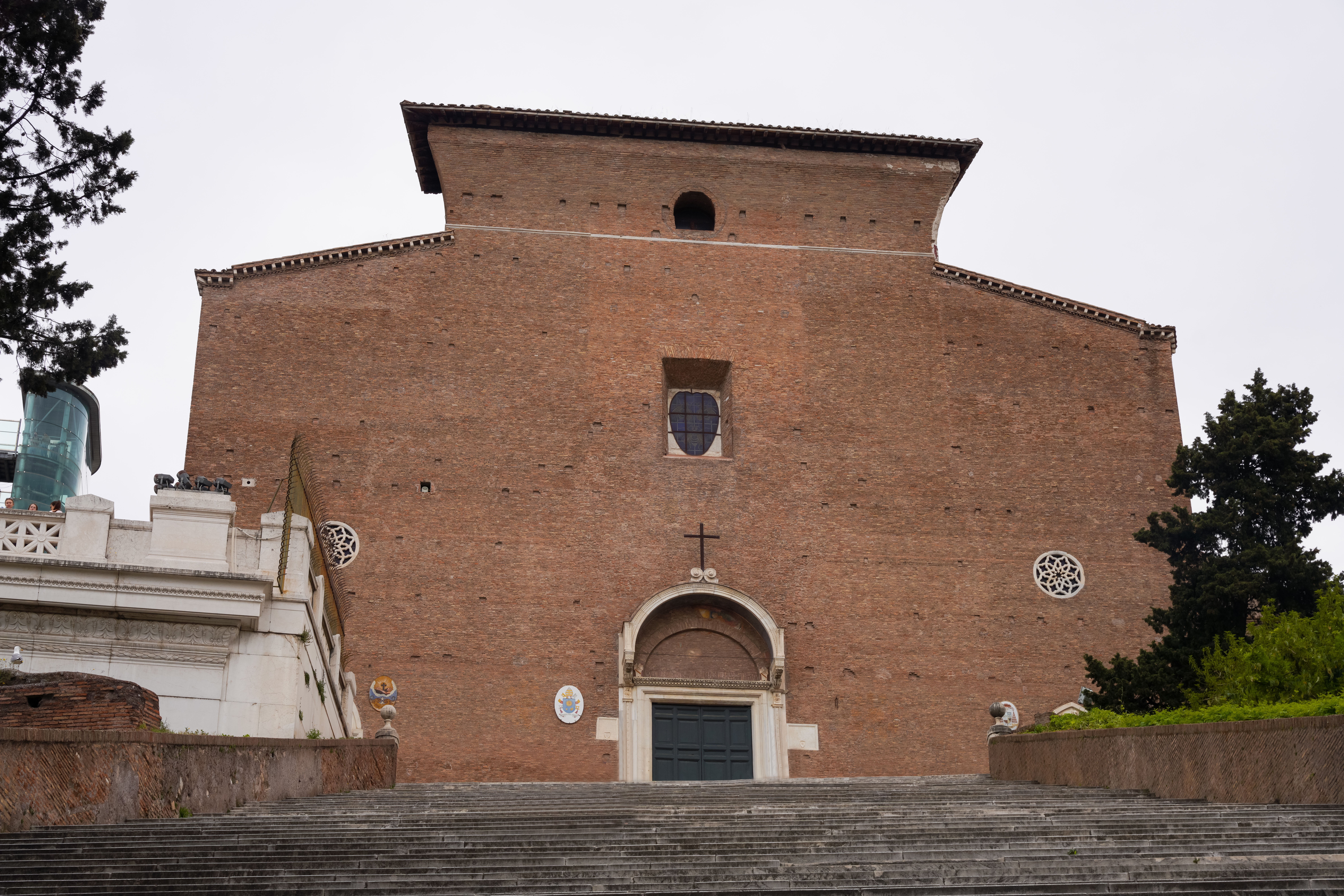
Von der Kirche Santa Maria in Aracoeli in Rom aus tritt der Antichrist seinen Siegeszug an

1. Kejsarens syn („Die Vision des Kaisers“): In einer tiefen und heiligen Nacht steigt der römische Kaiser Augustus auf das Kapitol, weil er sich zum Gott erklären lassen will. Aber die uralte Sibylle zwingt ihn, durch die Lüfte nach Osten zu sehen. Dort wird in Betlehem gerade Jesus geboren. Dann verkündet sie: Auf dem Kapitol wird man den Welterneuerer verehren, Christ oder Antichrist, aber niemals sterbliche Menschen.
2. Roms heliga barn („Das heilige Kind von Rom“): Auf dem Kapitol in Rom steht in Erinnerung an die Weissagung der alten Sibylle die Kirche Santa Maria in Aracoeli. Dort wird ein wundertätiges Bild des Christuskindes verehrt. Eine reiche Engländerin will das Bild stehlen. Sie fertigt eine Imitation des Bildes an und ritzt – um es vom Original zu unterscheiden – in die Krone den Spruch Mein Reich ist nur von dieser Welt. Sie stiehlt das Christusbild und ersetzt es durch die Kopie. Doch ein Wunder geschieht: Das gestohlene Christusbild kommt selbstständig zurück, die Kopie wird aus der Kirche geworfen. Die Engländerin nimmt die Kopie mit und geht auf Reisen.
3. På barrikaden („Auf der Barrikade“): In Paris findet eine Revolution statt. Die Menschen kämpfen auf den Barrikaden. Durch einen Zufall gerät das nachgemachte Christusbild, dessen Besitzerin gerade in Paris ist, auf die Barrikaden. Ein Philosoph liest die Inschrift Mein Reich ist nur von dieser Welt. Hier findet er die Formel, nach der er so lange gesucht hat, und gründet hierauf eine neue Lehre, die den Menschen im Diesseits statt erst im Jenseits helfen soll: Den Sozialismus.

### Erstes Buch

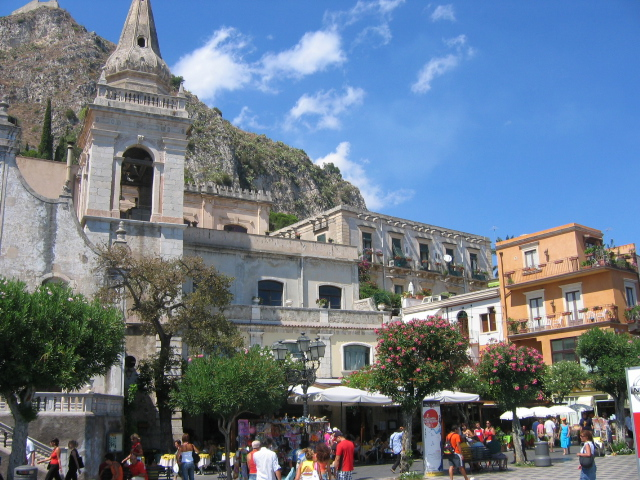
Sizilien – hier ein Bild von Taormina – ist der Schauplatz von Antikrists mirakler

1. Mongibello („Der Mongibello“): In Palermo lebt in einem Kloster der junge Gaetano, der letzte aus dem vornehmen Geschlecht der Alagona. Eines Tages kommt seine Tante Donna Elisa und bietet ihm an, bei ihr im Städtchen Diamante am Fuß des Ätna zu leben. Gaetano willigt ein.
2. Fra Gaetano („Fra Gaetano“): Beeindruckt von der Predigt des Mönchs Pater Gondo, will Gaetano Eremit werden. Doch dann entschließt er sich, Gott zu dienen, indem er Heiligenfiguren schnitzt, die Donna Elisa in ihrem Laden verkauft.
3. Gudsystern („Die Schwester in Gott“): In Catania lebt die junge und reiche Donna Micaela Palmeri. Eines Tages gerät sie ins Unglück, als ihr Vater wegen Untreue angeklagt wird und sich von ihr abwendet. Ihr Vaterhaus wurde an eine reiche Engländerin verkauft. Diese führt das nachgemachte Christusbild mit sich. Donna Micaela fleht das Bild um Hilfe an. Ein Wunder geschieht: Gianita, Patentochter der Donna Elisa, kommt und lädt Micaela nach Diamante ein.
4. Diamante („Diamante“): Donna Micaela kommt in Diamante an.
5. Don Ferrante („Don Ferrante“): In Sizilien herrschen Armut und Not. Don Ferrante, Donna Elisas Bruder, macht Donna Micaela einen Heiratsantrag.
6. Don Matteos mission („Die Mission des Don Matteo“): Der Pfarrer Don Matteo überredet Donna Micaela, Don Ferrante zu heiraten, damit ihr Vater versorgt ist, wenn er aus dem Gefängnis kommt.
7. San Pasquales klockor („Die Glocken von San Pasquale“): Don Ferrante will Donna Micaelas Vater in einem Altersheim unterbringen, weil er ihm zu teuer ist. Micaelas Bitten sind vergebens. In ihrer Not wendet sie sich an das Christusbild, das sie in Catania gesehen hat. Wieder geschieht ein Wunder: Die reiche Engländerin kommt mit dem nachgemachten Christusbild nach Diamante. Die Glocken der Kirche San Pasquale läuten einen ganzen Tag von selbst. Don Ferrante willigt ein, dass Micaelas Vater bei ihr bleiben darf.
8. Två canzoner („Zwei Canzonen“): Gaetano und Donna Micaela verlieben sich ineinander.
9. Flykten („Die Flucht“): Die reiche Engländerin schickt Gaetano zur weiteren Ausbildung nach England.
10. Sirocco („Der Scirocco“): In Sizilien brechen von Sozialisten geführte Aufstände aus. Gaetano ist in England zum Sozialisten geworden und ist nach Sizilien zurückgekehrt, um sich den Aufständischen anzuschließen. Als er Schüsse und „Es lebe der Sozialismus“-Rufe hört, will er an dem vermuteten Aufstand teilnehmen. Donna Micaela hindert ihn, obwohl sie es könnte, nicht, weil sie entsetzt über seine Ansichten ist und für eine weitere Beziehung keine Basis sieht.
11. San Sebastiani Fest („Das Fest des heiligen Sebastian“). Die scheinbaren Aufständischen sind gemeine Räuber, die sich nur als Sozialisten kostümiert haben. Sie ermorden Don Ferrante und rauben das Christusbild. Gaetano wird mit ihnen zusammen verhaftet. Die Richter wollen ihn freisprechen, weil sie nicht glauben, dass Gaetano etwas mit den Räubern zu tun hat. Doch als Gaetano das im Gerichtssaal anwesende Christusbild sieht und die Inschrift Mein Reich ist nur von dieser Welt liest, hält er ein flammendes Plädoyer für seine Mitangeklagten im Namen des Sozialismus. Er wird zu 29 Jahren Gefängnis verurteilt.

### Zweites Buch

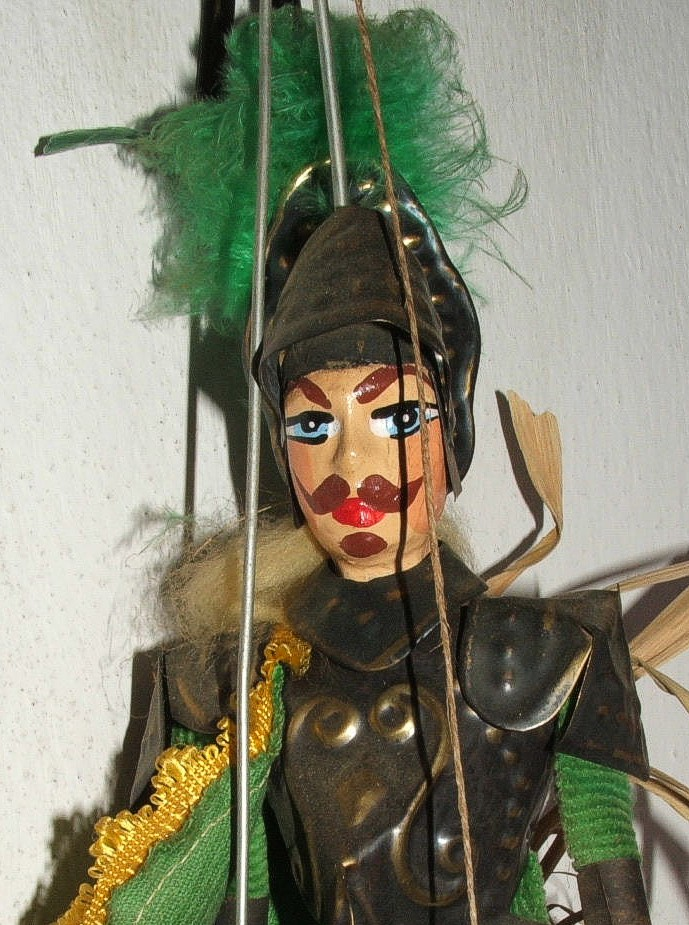
Das sizilianische Puppentheater schildert Selma Lagerlöf im Kapitel Det gamla martyriet.

1. En stor mans hustru („Die Frau eines großen Mannes“): Donna Micaela plant ein großes Vorhaben im Geiste Gaetanos. Sie will eine Eisenbahn nach Diamante bauen, um die wirtschaftlichen Verhältnisse von Diamante zu verbessern.
2. Panem et circenes („Brot und Spiele“): Die reiche Engländerin heiratet einen Einheimischen.
3. Den utkastade („Der Verstoßene“): Die Engländerin schenkt das nachgemachte Christusbild der Kirche San Pasquale, wo es nun verehrt wird.
4. Det gamla martyriet („Das alte Passionsspiel“): Das nachgemachte Christusbild bewirkt, dass ein Puppentheater mit einem Passionsspiel großen Erfolg hat. Ein Teil der Einnahmen wird dem Eisenbahnprojekt gespendet.
5. Damen med järnringen („Die Dame mit dem Eisenring“): Donna Micaela hat einen Eisenring um ihren Arm gelegt, damit dieser sie an Gaetano erinnere.
6. Fra Felices testamente („Fra Felices Testament“): Das nachgemachte Christusbild bewirkt, dass die blinden Sänger zu Gunsten der Eisenbahn singen und Gelder eintreiben. Donna Elisa versöhnt sich mit Donna Micaela.
7. Efter undret („Nach dem Wunder“): Die Menschen beginnen, den Eisenbahnbau zu unterstützen.
8. En jettatore („Ein Mann mit dem bösen Blick“): Das nachgemachte Christusbild nimmt von einem so genannten Jettatore den bösen Blick. Dieser arbeitet fortan als Ingenieur für den Eisenbahnbau.
9. Palazzo Geraci och palazzo Corvaja („Palazzo Geraci und Palazzo Corvaja“): Das nachgemachte Christusbild bewirkt, dass auch die Einwohner des Stadtteils von Diamante, die sich dem Eisenbahnbau bisher widersetzt haben, ihren Widerstand aufgeben.
10. Falco Falcone („Falco Falcone“): Auch der Widerstand des gefürchteten Räuberhauptmanns Falco Falcone wird durch das nachgemachte Christusbild gebrochen.
11. Seger („Der Sieg“): Nach dem Tod von Falco Falcone kommt der Eisenbahnbau endlich voran. Eine große Gesellschaft bildet sich. Micaela versöhnt sich endlich mit ihrem Vater.

### Drittes Buch
1. Oasen och öknen („Die Oase und die Wüste“): 1895 wird die Eisenbahn rund um den Ätna fertig. Doch noch herrscht Not. 1896 wird Gaetano Alagona vom König begnadigt.
2. I Palermo („In Palermo“): Palermo feiert die Heimkehr von Gaetano.
3. Hemkomsten („Die Heimkehr“): Gaetano und Micaela finden zueinander.
4. Endast av denna världen („Nur von dieser Welt“): Der Mönch Pater Gondo veranlasst die Einwohner von Diamante, das nachgemachte Christusbild zu vertreiben, weil die Menschen das Bild nur um irdische Güter gebeten haben und es sich bei dem Bild um den Antichristen handele, der niemanden zum Glauben geführt habe.
5. En fresk av Signorelli („Ein Fresko von Signorelli“): Der Papst wirft Pater Gondo vor, unrecht gehandelt zu haben: Der Antichrist sei nichts anderes als der Sozialismus. Aber diesen müsse die Kirche nicht fürchten, sie werde ihn zu Christus führen.

## Bedeutung
Antikrists mirakler ist Selma Lagerlöfs zweiter Roman nach Gösta Berling. Wie schon in ihrem Erstlingswerk wendet Selma Lagerlöf die Technik an, ein ganzes Buch aus einzelnen Episoden zusammenzusetzen. Hier sind aber die einzelnen Kapitel viel dichter ineinander gefügt als in Gösta Berlings saga.
Antikrists mirakler ist ein Ideenroman: Selma Lagerlöf behandelt das Verhältnis von Christentum und Sozialismus. Obwohl sie selbst nicht eindeutig Stellung bezieht, lässt sie Sympathien für die Anliegen des Sozialismus erkennen. Das ganze Buch ist durchzogen von der Gegensatzbildung Himmel-Erde, Nicht von dieser Welt-Nur von dieser Welt, Christentum-Sozialismus. Letztlich söhnt Selma Lagerlöf Christentum und Sozialismus miteinander aus. Für die damalige Zeit war dies ein geradezu revolutionäres Anliegen.
Selma Lagerlöf war später selbst nicht ganz überzeugt davon, dass es richtig war, die ganze Romanhandlung von der dem Roman zu Grunde liegenden Idee beherrschen zu lassen. In ihrem nächsten Roman, Jerusalem, machte sie sich von der zu engen Bindung an eine Idee frei.
Gleichwohl ist es Selma Lagerlöf gelungen, ein spannendes Buch mit vielen eindringlich geschilderten Menschenschicksalen zu schreiben. Antikrists mirakler ist Selma Lagerlöfs einziger Roman, der nicht in Schweden spielt. Die Schilderungen sizilianischer Landschaften, Orte, Menschen und Gebräuche sind aber nicht weniger anschaulich und überzeugend als die Schilderungen ihrer schwedischen Heimat, die sie in anderen Büchern vornimmt.
Selma Lagerlöf hatte, bevor sie das Buch schrieb, in den Jahren 1895 bis 1896 mit Sophie Elkan eine große Reise nach Italien unternommen. Sie verbrachte mehrere Monate in Sizilien, um dort Studien für den Roman zu betreiben.
Antikrists mirakler war, insbesondere in Schweden, kein ganz so großer Erfolg wie Gösta Berlings saga, auch heute gehört es zu den weniger bekannten Büchern von Selma Lagerlöf. Grund hierfür ist in erster Linie die Tatsache, dass die Romanhandlung stark von Ideen und oft komplexen Symbolen getragen wird. Der endgültige Durchbruch als Schriftstellerin gelang Selma Lagerlöf mit ihrem nächsten Roman, dem 1901 erschienenen ersten Band von Jerusalem.

## Zitat
Ingen kan frälsa människorna från deras sorger, men den förlåtes mycket, som föder hos dem nytt mod att bära dem. („Keiner kann die Menschen von ihren Sorgen erlösen, aber dem wird viel vergeben, der ihnen neuen Mut gibt, sie zu tragen“ – aus dem Kapitel En fresk av Signorelli).